# IRBM
IRBM (angleško Intermediate Range Ballistic Missile) je vojaška kratica, ki označuje Notranjecelinska balistična raketa. Doseg takih izstrelkov je do 5000 km.